# 해연년 (아무령)
해연년(解延年, ? ~ ?)은 전한 후기의 유학자이다.

## 행적
관장경의 밑에서 《모시》(毛詩)를 익혔고, 아무령(阿武令)을 지냈다.
제자로 서오가 있었다.

## 출전
- 반고, 《한서》 권88 유림전